# Ciclismo all'XI Festival olimpico estivo della gioventù europea
Le competizioni di ciclismo al XI Festival olimpico estivo della gioventù europea si sono svolte dal 26 al 28 luglio 2011 a Trebisonda, in Turchia

## Podi

### Ragazzi
| Evento          | Oro              | Argento           | Bronzo            |
| Corsa su strafa | Ziga Rucigaj     | Adam Trudzinski   | Niccolo Pacinotti |
| Cronomentro     | Mathias Krigbaum | Dries Verstrepen  | David Zverko      |
| Criterium       | Tobiasz Jan Lis  | Alexander Wachter | Leon R. Rohde     |